# Ola Ström och Per Dunsö
Ola Ström och Per Dunsö var ett svenskt komikerpar, som uppträdde i barnprogram på radio och TV under 1970- och 1980-talen.
Ström och Dunsö läste musikvetenskap i Lund 1971–1972. Det mångåriga samarbetet startade 1975 med radioserien Professor Djurström. Under 1980-talet kom de att svara för en mängd barnprogram i TV.

## Produktioner
- Professor Djurström (Radio, 1975)
- Barfota (TV, 1978)
- Sångbåten (TV, 1979)
- Drömplanket (TV, 1980)

Drömplanket, nymålat (TV, 1981), Drömplanket 3 (TV, 1983) och Nya Drömplanket (TV, 1984)
- Dörren (TV, 1982)
- Gammalt och nytt (TV, 1983)
- Toffelhjältarna (TV, 1984) (Jullovsmorgon)

Toffelhjältarna går igen (TV, 1986) (Jullovsmorgon)
- Solstollarna (TV, 1985-1987)
- Cozmoz (TV, 1989)
- Yezzp (TV, 1990)